# Yelmo de Shorwell

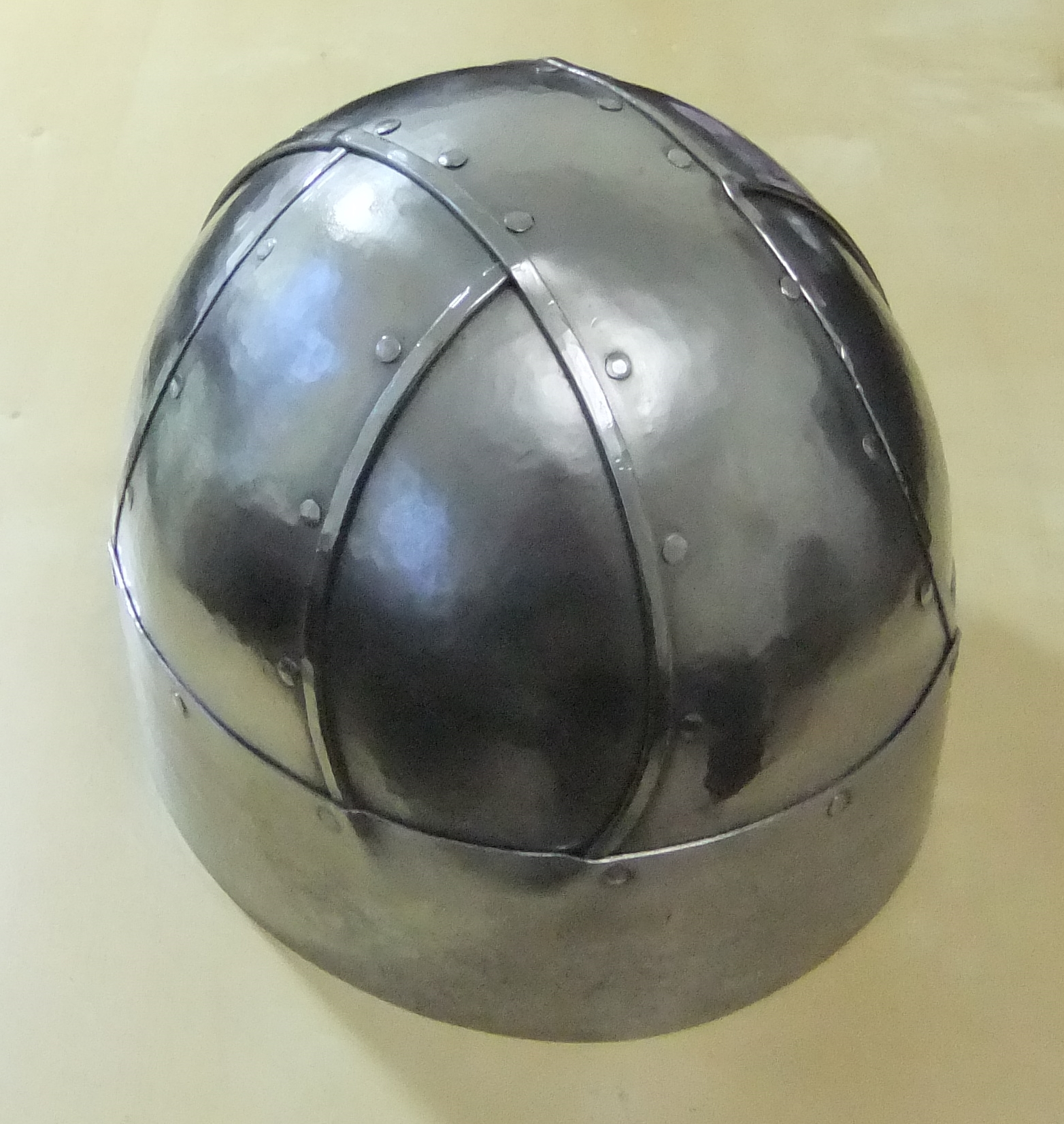
reconstrucion moderna de un casco estilo spangenhelm

El yelmo de Shorwell es un casco defensivo militar anglosajón de la Alta Edad Media, fechado hacia el siglo VI, descubierto cerca de Shorwell en la Isla de Wight en 2006. De la misma forma que pasó con el yelmo de Burgh, fue confundido con una olla para cocinar. No fue hasta 2012 que una analítica reveló que el objeto era un yelmo, construido al estilo de los usados a finales del Imperio Romano e inicios de la Edad Media. El hallazgo consistía de numerosos fragmentos fuertemente corroídos y actualmente sigue en proceso de reconstrucción y conservación por el British Museum.

## Características
El yelmo es un ejemplo típico de spangenhelm, pero de estilo merovingio. Se compone de cuatro placas de metal, unidos con uha banda de hierro alrededor del borde, dos en cada lado de la cúpula del casco, y una sola banda sobre la parte superior de adelante hacia atrás. Carece de protector nasal o para las mejillas, posible indicador que fue usado por guerreros menos afortunados que los usuarios del yelmo de Coppergate o de Sutton Hoo. El yelmo fue encontrado junto a una lanza y una espada, también un escudo y varios brazaletes, hebillas y anillos. La calidad del conjunto sugiere que el dueño era un noble de bajo rango, quizás un thane, caudillo o un terrateniente local.